# Koror (città)
Koror è la città più grande delle isole Palau e la sua ex capitale. Il titolo di capitale le è stato tolto il 7 ottobre 2006 in favore di Ngerulmud, un villaggio nell'isola principale della Palau.